# Philza
Phillip Watson (né le 1er mars 1988), connu en ligne sous le nom de Philza ou Ph1LzA, est un streamer Twitch et YouTuber anglais. Son jeu principal est Minecraft avec plus de 5300h jouées (juin 2025) Il est connu pour sa série hardcore Minecraft, où il joue au jeu dans son niveau le plus difficile, avec une mort permanente (une vie par partie) et aucune réapparition. Watson détenait également le record du monde hardcore Minecraft le plus ancien avec plus de 5 ans. En juin 2025, il comptait 4,3 millions d'abonnés sur Twitch, il fait partie du top 0.03% de Twitch.

## Début de la vie
Phillip Watson, est né le 1er mars 1988,. Il est originaire de Newcastle upon Tyne, en Angleterre, au Royaume-Uni.
Il a travaillé dans le commerce de détail pendant plus d'une décennie tout en créant du contenu sur Twitch et YouTube avant de quitter son emploi pour devenir créateur de contenu à temps plein.

## Carrière

### 2006–2013: Début de carrière
Watson a créé son compte YouTube en 2006 et a démarré sa chaîne en téléchargeant du contenu Halo 2 et Skate 2. Il a créé son compte Twitch (alors Justin.tv ) « Philza » le 11 janvier 2009.

### 2014–2019: Série hardcoreMinecraftet croissance initiale
En 2014, Watson a commencé sa série hardcore Minecraft, jouant au jeu dans son environnement le plus difficile avec une difficulté accrue des monstres, une mort permanente (une vie par partie) et aucune réapparition. La série a suscité une attention considérable en avril 2019 lorsque la série hardcore de cinq ans de Watson, alors record du monde,, s'est terminée en raison d'une attaque surprise d'un bébé zombie à l'armure dorée entièrement enchantée, d'une araignée et d'un squelette,,,. Watson a décrit cet événement comme un tournant dans sa carrière, le propulsant d'une audience moyenne de 5 à 15 par stream à environ 180 spectateurs sur Twitch. Le succès de la série l'a finalement conduit à quitter son emploi dans le commerce de détail et à se consacrer à la création de contenu à plein temps,.
Le 26 juillet 2019, Watson a été présenté dans la série officielle Minecraft Meet a Minecrafter.

### 2020–présent: Croissance continue
En octobre 2021, Watson est apparu dans les fuites Twitch, qui ont révélé les revenus des principaux streamers Twitch d'août 2019 à octobre 2021. Watson s'est classé 47e sur la liste, avec un paiement déclaré de 1 364 215,61 $ pour cette période.
En 2023, Watson, avec ses collègues streamers Twitch et YouTubers TommyInnit, Wilbur Soot, Slimecicle et Ranboo, a lancé une nouvelle chaîne YouTube de groupe de comédie appelée The Sorry Boys. La chaîne a principalement publié du contenu de vlog de groupe de sketchs comiques. Le groupe est entré en pause indéfinie en mars 2024.
Philza est un membre britannique du QSMP (un serveur minecraft international, le QSMP, organisé par le streamer Quackity, basé sur un programme de traduction automatique) qui a été annoncé le 18 mars 2023 et a rejoint pour la première fois le 22 mars 2023. Le serveur compte de nombreux streamers comme : Philza, FitMC, Foolish, Jaiden, BadBoyHalo, Roier, Cellbit, Pactw, Etoiles, AntoineDaniel, Baghera, Aypierre, IronMouse, TinaKitten, et beaucoup d'autres. Le serveur fermera en 2024.

## Philanthropie
En septembre 2021, Watson a participé à un événement de collecte de fonds en direct organisé par son collègue streamer et YouTuber Technoblade. L'événement comprenait un jeu Minecraft dans lequel Watson était l'un des « chasseurs » chargés de poursuivre Technoblade. Ils ont réussi à récolter plus de 324 000 $ pour la Sarcoma Foundation of America,.

## Vie personnelle
Watson a rencontré sa femme, Kristin Rosales, une Américaine, sur Twitch et a commencé à sortir ensemble. Ils se sont mariés le 12 mars 2020, au vieux palais de justice du comté d'Orange à Santa Ana, en Californie.

## Filmographie

### Web
| Années) | Titre                     | Rôle | Épisodes | Ref. |
| ------- | ------------------------- | ---- | -------- | ---- |
| 2019    | Rencontrez un Minecrafter | Se   | 1        | ,    |